# Волков, Андрей Романович
Андрей Романович Волков (род. 13 мая 1961, Москва, РСФСР, СССР) — российский политик, депутат Государственной Думы ФС РФ I созыва, кандидат экономических наук.

## Биография
Родился в семье служащих, русский. В 1984 году получил высшее образование по специальности «конструктор» в Московском институте радиотехники, электроники и автоматики. В 1984-1986 годах работал в Научно-исследовательском центре электронной вычислительной техники Министерства радиопромышленности СССР. С 1986 года электромонтёр в Министерстве здравоохранения СССР. С 1987 года транспортный рабочий строительного управления №16.
С 1988 по 1993 год — председатель кооператива «Сантана» директором (бизнес в сфере компьютерных игр). В 1993 году работал в фирме «Сервоинвест» консультантом.
12 июня 1991 года участвовал в выборах мэра Москвы в качестве кандидата на пост вице-мэра при кандидате в мэры беспартийной В. Н. Родионовой (последнее 5-е место).
В 1992 году защитил диссертацию на соискание учёной степени кандидата экономических наук.
В 1993 году был избран депутатом Государственной думы ФС РФ I созыва от Нагатинского одномандатного избирательного округа № 196 (получил 18,9 % голосов). В Государственной думе был членом комитета по экологии, входил в депутатскую группу «Стабильность». Член депутатской группы «Стабильность», член Комитета ГД по экологии, председатель подкомитета экологии человека.
Баллотировался в Думу второго созыва под номером 2 в федеральном списке "Предвыборного блока, включающего руководителей Партии защиты пенсионеров и ветеранов, Партии искоренения преступности — законности и порядка, Партии защиты здравоохранения, образования, науки и культуры, Партии защиты молодежи, Объединения независимых профсоюзов, Партии справедливости, Партии охраны природы", не преодолевшего 5-процентный барьер.
В 1996 году пытался выдвинуть свою кандидатуру на выборах Президента РФ.
В 2014 - 2022 годах - Президент партии «Добрых дел, защиты детей, женщин, свободы, природы и пенсионеров» (с 12 мая 2018 года – Общественная организация – Политическая партия «Добрых дел, защиты детей, женщин, свободы, природы и пенсионеров, против насилия над животными».
Внучатый племянник полководца гражданской войны Николая Щорса.